# Julie Scaglione
Julie Mathiesen Scaglione (født 20. august 2004 i Ry) er en dansk håndboldspiller, der spiller for Ikast Håndbold i Damehåndboldligaen og Danmarks kvindehåndboldlandshold. Hun var udtaget i bruttotruppen til VM 2021 på landsholdet og fik sin debut på A-landsholdet den 9. juni 2022.

## Baggrund
Julie Scaglione er datter af den tidligere håndboldlandsholdsspiller, Lone Mathiesen. Hun har desuden gået på ISI Idrætsefterskole i skoleåret 20-21.

## Karriere
Scaglione blev i juli 2022 tilføjet til Dansk Håndbolds udviklingstrup, som har til formål at identificere fremtidens A-landsholdsspillere ved at koncentrere udviklingsmidlerne på en begrænset gruppe spillere. Her var hun blandt de ni spillere.
Hun var med til at vinde sølv ved U/20-VM i håndbold 2022 i Nordmakedonien med resten af det danske U/17-landshold, hvor hun desuden også blev turneringens samlede topscorer med 62 mål samt titelen som bedste venstre back.